# Bravo Två Noll
Bravo Två Noll (en:Bravo Two Zero) var kodnamnet på en åtta man stark patrull från brittiska elitförbandet Special Air Service som under det första Irakkriget 1991 med CH 47 Chinookhelikopter sändes in bakom fiendens linje i Irak för att nattetid utföra sabotagerräder mot de scudmissiler Irak hotade skicka mot bland annat Israel. Patrullen skulle även söka upp och sabotera fiberoptiska kablar ute i öknen för att försvåra förbindelser mellan Bagdad och nordvästra Irak.
Tre man avled och fyra togs till fånga av irakiska styrkor under uppdraget. En man lyckades till fots fly 32 mil, utan vatten och föda, till gränsen och säkerheten i Syrien.
I patrullen ingick bland andra Andy McNab och Chris Ryan som båda skrivit böcker om sina upplevelser under uppdraget.